# Amt Friesack
Das Amt Friesack liegt im Landkreis Havelland am Rand des Naturparks Westhavelland in Brandenburg. Es liegt an der B 5 zirka 30 km von den Städten Rathenow, Nauen, Kyritz und zirka 40 km von Neuruppin entfernt.

## Gemeinden und Ortsteile
Das Amt Friesack hat nach seiner Hauptsatzung folgende Mitgliedsgemeinden:
1. Friesack (Stadt) mit den Ortsteilen Wutzetz, Fliederhorst, Briesen und Zootzen
2. Mühlenberge mit den Ortsteilen Haage, Senzke und Wagenitz
3. Paulinenaue mit dem Ortsteil Selbelang
4. Pessin
5. Wiesenaue mit den Ortsteilen Brädikow, Jahnberge, Vietznitz und Warsow
6. Retzow

## Geschichte
Am 13. Mai 1992 erteilte der Minister des Innern seine Zustimmung zur Bildung des Amtes Friesack, für dessen Zustandekommen der 19. Juni 1992 festgelegt wurde. Sitz der Amtsverwaltung ist die Stadt Friesack. Folgende Gemeinden aus dem damaligen Kreis Nauen waren darin zusammengefasst:
1. Friesack (Stadt)
2. Brädikow
3. Haage
4. Paulinenaue
5. Pessin
6. Senzke
7. Vietznitz
8. Wagenitz
9. Warsow
10. Wutzetz
11. Zootzen

In einer Mitteilung des Ministeriums des Innern vom 30. April 2002, veröffentlicht im Amtsblatt für Brandenburg am 15. Mai 2002 genehmigte das Ministerium die Bildung der neuen Gemeinde Mühlenberge aus den Gemeinden Haage, Senzke und Wagenitz mit Wirkung zum 31. Dezember 2002. Ebenfalls mit Wirkung zum 31. Dezember 2002 wurden die Gemeinden Wutzetz und Zootzen in die Stadt Friesack eingegliedert.
Am 26. Oktober 2003 wurde aus den Gemeinden Brädikow, Vietznitz und Warsow die neue Gemeinde Jahnberge gebildet. Die Gemeinde Selbelang (Amt Nauen-Land) wurde in die amtsangehörige Gemeinde Paulinenaue eingegliedert und die Gemeinde Retzow (Amt Nauen-Land) wurde dem Amt Friesack zugeordnet.
Am 7. Juni 2004 beschloss die Gemeindevertretung von Jahnberge die Umbenennung in Wiesenaue. Die Änderung trat am 1. Oktober 2004 in Kraft.

## Bevölkerungsentwicklung
| Jahr | Einwohner |
| ---- | --------- |
| 1992 | 6 610     |
| 1995 | 6 538     |
| 2000 | 6 474     |
| 2005 | 6 995     |
| 2010 | 6 497     |
| 2015 | 6 658     |

| Jahr | Einwohner |
| ---- | --------- |
| 2020 | 6 536     |
| 2021 | 6 593     |
| 2022 | 6 596     |
| 2023 | 6 587     |
| 2024 | 6 530     |

 Gebietsstand des jeweiligen Jahres, Einwohnerzahl: Stand 31. Dezember, ab 2011 auf Basis des Zensus 2011, ab 2022 auf Basis des Zensus 2022

## Politik

### Amtsdirektor
- 1992–2008: Fritz Beckmann[10]
- 2008–2024: Christian Pust[11]
- seit 2024: Ralf Haase

Pust war am 25. Mai 2016 durch den Amtsausschuss für eine weitere Amtsdauer von acht Jahren gewählt worden.
Der Amtsausschuss wählte am 11. Juni 2024 Ralf Haase zum neuen Amtsdirektor. Er trat sein Amt am 1. August 2024 an.

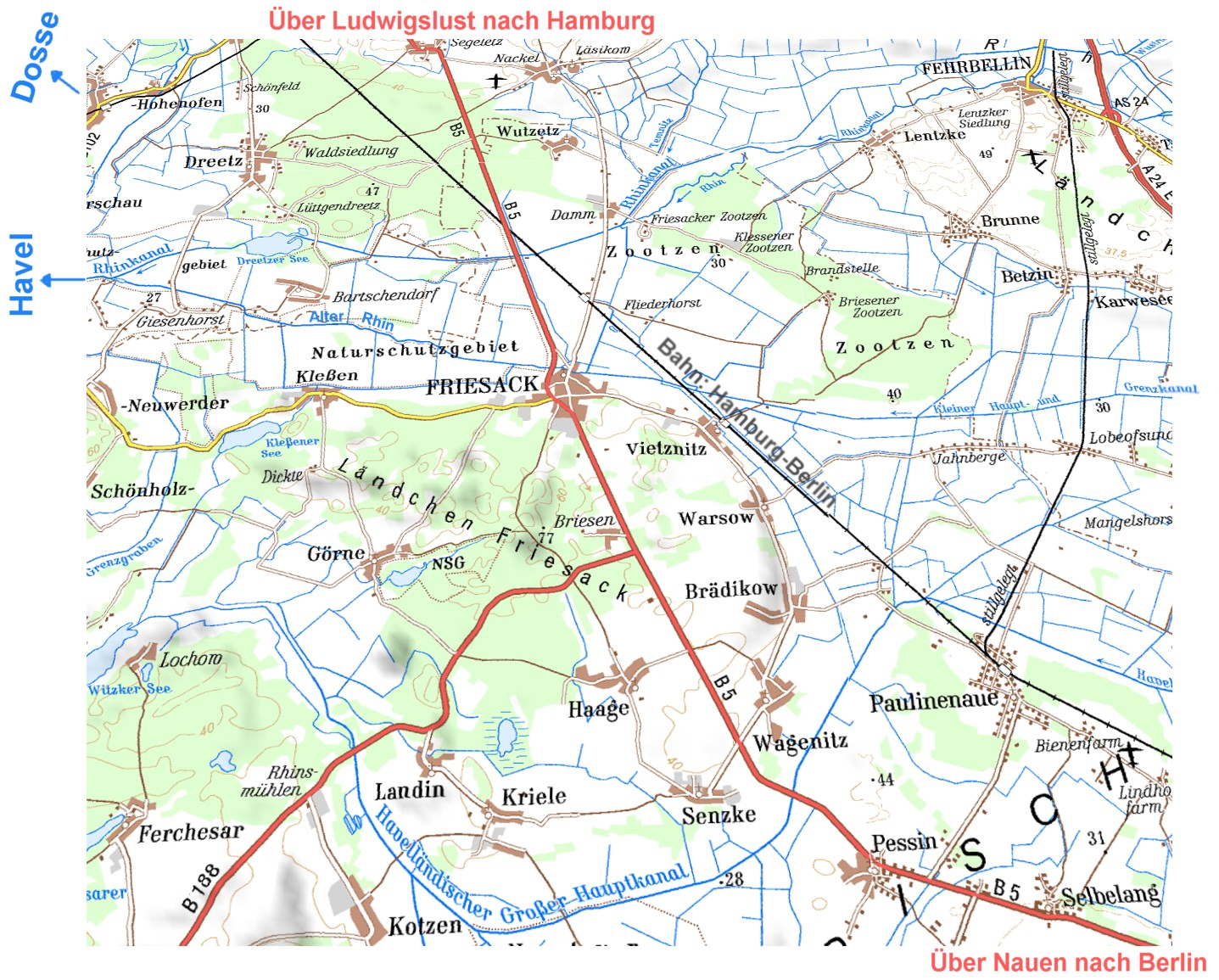
Friesacker Umgebung

### Wappen
Das Wappen wurde am 11. Oktober 1994 genehmigt.
Blasonierung: „In Silber vorn am Spalt der brandenburgische goldbewehrte, rotbezungte, mit goldenem Kleestengel auf dem Flügel belegte rote Adler; hinten eine elfblütige blaue Fliederdolde über einem gestürzten grünen Fliederblatt.“

### Flagge
Die Flagge besteht aus drei gleich breiten Streifen der Farben Grün, Silber (Weiß), Rot und ist mittig mit dem auf die äußeren Streifen übergreifenden Amtswappen belegt.